# A.J. Styles
Allen Neal Jones (n. 2 iunie 1977, Jacksonville⁠(d), Carolina de Nord, SUA) este un wrestler american, cunoscut mai ales sub numele său de ring A.J. Styles. În prezent, este sub contract cu World Wrestling Entertainment (WWE). A lucrat pentru WCW, TNA și WWE. Styles a fost în ultimele săptămâni pe care WCW le-a avut, după perioada scurtă în WCW, s-a dus în TNA. În TNA a debutat în primul meci din istoria TNA, în care echipa lui era formată din Low Ki și Jerry Lynn. El a debutat în WWE la Royal Rumble, în meciul Royal Rumble pentru titlul WWE, care era a lui Roman Reings. El a avut o confruntare cu Chris Jericho, cu care s-a luptat la Wrestlemania 32, unde a pierdut, după un Codebraker. El a fost în meciul cu Roman Reings la Extrem Rules pentru centura WWE, a pierdut, la fel și la Payback. La Summerslam s-a bătut cu John Cena într-un meci bun, în care a câștigat Aj, la Backlash a câștigat centura lui Dean Ambrose, și-a apărat titlul la fiecare PPV al Smackdown-ului, dar la Royal Rumble și-a pierdut titlul în favoarea lui John Cena. La Elimination Chamber a participat în meciul Elimination Chamber, pierzând.

## Manevre de Final
- Styles Clash
- Phenomenal Forearm
- raducan

## Palmares
- New Japan Pro Wrestling
  - IWGP Heavyweight Championship (2 ori)
- Pro Wrestling Guerrilla
  - PWG Championship (1 dată)
- Ring of Honor
  - ROH Pure Wrestling Championship (1 dată)
  - ROH Tag Team Championship (1 dată) cu Amazing Red
- Total Nonstop Action Wrestling
  - NWA World Heavyweight Championship (3 ori)
  - NWA World Tag Team Championship (4 ori) cu Jerry Lynn, Abyss și  Christopher Daniels (2)
  - TNA World Heavyweight Championship (2 ori)
  - TNA Legends/Global/Television Championship (2 ori)
  - TNA World Tag Team Championship (2 ori) cu Tomko și Kurt Angle
  - TNA X Division Championship (6 ori)
  - TNA Triple Crown Championship (5 ori, primul)
  - TNA Grand Slam Championship (2 ori, primul)
- WWE
  - WWE Championship (2 ori)
  - WWE United States Championship (3 ori)
  - WWE Intercontinental Championship(o dată în prezent